# Narendrania
Narendrania is een geslacht van vliesvleugeligen uit de familie Eulophidae. De wetenschappelijke naam van dit geslacht is voor het eerst geldig gepubliceerd in 2004 door Fousi.

## Soorten
Het geslacht Narendrania is monotypisch en omvat slechts de volgende soort:
- Narendrania keralensis Fousi, 2004